# Tatochila mariae
Tatochila mariae är en fjärilsart som beskrevs av Herrera 1970. Tatochila mariae ingår i släktet Tatochila och familjen vitfjärilar. Inga underarter finns listade i Catalogue of Life.